# 朱光熙 (萬曆進士)
朱光熙（1574年—？），號蒼崖，山東兗州府滋陽縣人，明朝政治人物。

## 生平
萬曆二十五年（1597年）丁酉科山東鄉試第四十一名舉人，四十七年（1619年）中式己未科會試第二百五十一名，三甲第一百六十三名進士。禮部觀政，授順德府推官，天啟四年（1624年）任河南鄉試同考官，五年（1625年）升禮部主事，六年（1626年）丁憂。服闋，崇禎二年（1629年）起為禮部儀制司主事，四年（1631年）升員外郎。

## 家族
曾祖朱章；祖父朱深；父朱守義。

## 引用
1. ↑  《萬曆二十五年山東鄉試錄》
2. ↑  《萬曆四十七年己未科進士履歷便覽》：朱光熙，蒼崖，春一房，甲戌十月十五日生。滋陽縣人，丁酉四十一，會二百五十一名，三甲一百六十三名。禮部政，庚申授順德府推官，甲子河南同考，乙丑行取，陞禮部主事，丙寅丁憂，己巳補儀制司主事，辛未升儀制司員外。